# Leo Bittremieux
Leo Bittremieux (Sijsele, 4 september 1880 – Boma, 21 september 1946) was een Belgisch taalkundige, schrijver en missionaris.

## Levensloop
Hij was lid van de Congregatie van het Onbevlekt Hart van Maria (CICM), ook bekend als missionarissen van Scheut. Hij was werkzaam in de westelijke Kongo. Hij missioneerde en bestudeerde daarnaast de Mayombe vanuit een meer sociologische en antropologische invalshoek.
Hij verzette zich tegen inspanningen van zijn congregatie voor de popularisering van het Lingala. Gedurende de Eerste Wereldoorlog verbleef hij enige tijd als aalmoezenier in Kameroen. Bittremieux verzamelde sculpturen van de Mayombe; de collectie werd later geschonken aan de Katholieke Universiteit Leuven.
Leo Bittremieux was de broer van de theoloog Jozef Bittremieux.

## Publicaties
- De geheime sekte der Bakhimba's, Leuven 1911
- Mayombsche namen, Leuven, 1912.
- Mayombsche penneschetsen, Brugge-Sint-Michiel, 1914
- Mayombsche Sprokkelingen, 1920
- Mayombsch Idioticon, 3 delen, Gent, 1923 & 1927.
- Vertellingen uit Mayombe, 1924.
- Van een Ouden Blinden Hoofdman, 1925.
- Wit en Zwart, Leuven, 1930.
- Ce que je pense de l'art indigène?, Lophem, in: "Artisan Liturgique", 1936.
- Symbolisme in de Negerkunst, Brussel  1937.
- De Kongoleesche spraakkunst op nieuwe banen, 1937.